# Michal Romeo Dvořák
Michal Romeo Dvořák (* 29. ledna 1978, Praha) je český umělec, filmový a televizní režisér a producent žijící na Slovensku.

## Tvorba
Je významnou osobností československé hip-hopové scény, maloval graffiti, natočil několik českých i slovenských hudebních videoklipů, dokumentů a DVD, 5 let vedl českou hudební televizní hitparádu T-music. Pochází z Prahy, kde na VŠUP vystudoval konceptuální umění, kterému se dodnes věnuje. Je spoluzakladatelem umělecké skupiny Ztohoven, podílel se na vzniku pražského centra alternativní kultury Trafačka. Je majitelem filmové produkční společnosti Romeofilms s pobočkou v Praze a Bratislavě. Stál na začátku kariéry kapely Kontrafakt, natočil jim všechny první videoklipy.
Je členem sdružení eSlovensko a autorem publikace pro mládež MAŤ FILIPA, věnující se duševnímu vlastnictví.

## Dílo

### Graffiti
Svojí graffiti tvorbou v konečné fázi (neue estetique) predběhl dobu a popřel všechny do té chvíle známé principy a formy práce s písmem. Graffiti se pro něj stalo souborem sémantických znaků, oprostil jej od ega tvůrce i formy. (citace, Babrák, r. 2004: “Procházím se životem. Slabý, malý, nahý a sám. Nerozumím, tolik toužím. Obsah-fillin-tvar se dávno vytratily. Graffiti-písmeno-slovo-já mizí v nenávratnu. Nejsem-nelpím. Existuji jako konstanta. Sprej je příliš tvrdý. Přesto ho mám rád. To jak se nedotkne, nepozná plochu. Nestrpí jí pražádnou bolest. Jen se vířivě jemně nanáší sen barvy....”) Vrcholné období de-estetiky zakončil, doslova rozplynul do jemných a pomíjivých kreseb prstem v orosených oknech pražské MHD. Pomíjivost jako graffiti princip byl pro něj stěžejním, nikdy neopustil veřejný prostor města, neuchýlil se do galerijního prostředí. V roce 2001 svou graffiti tvorbu doslova ze dne na den ukončil, v graffiti přestal vidět smysl a naplno se začal věnovat a vzdělávat v kinematografii. Veřejný prostor ale neopustil, jako jeden ze zakládajících členů umělecké skupiny Ztohoven i nadále hledal jeho nové významy a formy projevu v něm.

### Konceptuální umění
- 2005 - Youtube2078 (diplomová práce, videoart)
- 2002 - Nepoznaný (výstava a multimedální projekt)

Ztohoven projekty
- 2012 - "Morální reforma"[1]
- 2011 - "Non multi sed multa"[2]
- 2010 - "Občan K."[3]
- 2007 - "Mediální realita"[4]
- 2003 - "Znásilněný podvědomí"[5]
- 2003 - "Otazník nad hradem"[6]

### Filmografie

#### Producent, réžie
- 2016 - Tatry, nový príbeh (dokumentární film, Romeofilms, Boris Kubovič)[2]

- 2015 – RYTMUS sídliskový sen (dokumentární film, Romeofilms, Miro Drobný)[3]
- 2015 – Obraz doby IV – Dokázať nemožné (dokumentární film, Romeofilms)[4]
- 2014 - Nehejtuj.sk (vzdelávací kit, DVD, eSlovensko)[5]
- 2013 - Piešťany, mesto snov (dokumentární film, Romeofilms)[6]
- 2012 – Občan K. (dokumentární film, Romeofilms, Česká televize, Produkce Třestíková)[7]
- 2009-2005 - TV reklamy (Národní Muzeum, Eurotel, Damiant, Ogilvy, Český Telekom a další)
- 2008 - Names Festival (dokumentární film, DVD)
- 2008 – Vladimír 518 feat. Lešek Semelka: Děti prázdnoty (hudební videoklip)
- 2007 - Kids on The Click (dokumentární film, DVD)
- 2005 - Youtube2078 (diplomová práce, videoart)
- 2004 – Kontrafakt: E. R. A. (hudební videoklip)
- 2003 – Kontrafakt: Dáva mi (hudební videoklip)
- 2002 – PSH feat. LA4: Praha (hudební videoklip)
- 2001 – PSH: Zatím díky (hudební videoklip)
- 2001 - New York 2000 (dokumentární film, Kick The Shit)

### Publikace
- DVOŘÁK, Michal Romeo. MAŤ FILIPA. Lúčenec: eSlovensko, 2016. Dostupné online. Archivováno 19. 2. 2017 na Wayback Machine. ISBN 978-80-89774-03-6